# Bernard Van Der Linde
Bernard Van Der Linde, né le 14 juin 1946 à Amsterdam et mort le 20 juin 2021 à Guilherand-Granges,, est un coureur cycliste français.

## Biographie
Bernard Van Der Linde compte plus d'une centaine de victoires à son palmarès. Il a également été sélectionné en équipe de France amateurs, notamment pour les championnats du monde.
Après de bons résultats, il passe professionnel en 1968 dans la structure Peugeot-BP-Michelin. Sous ses nouvelles couleurs, il termine sixième d'une étape de Paris-Nice, ou encore neuvième du Grand Prix d'Isbergues et du Grand Prix d'Orchies. Il évolue avec cette formation jusqu'en 1971, avant de rejoindre la structure Bic,. Sans résultats marquants, il quitte les pelotons professionnels en fin de saison.
Une fois sa carrière cycliste terminée, il reprend l'entreprise de son père VDL Énergie, qu'il dirige pendant 33 ans. Il prend sa retraite en juin 2006. Son entreprise est reprise par son fils François et Matthieu Ficheux. Il meurt le 20 juin 2021 dans le département de la Drôme, après s'être battu contre une leucémie.

## Palmarès
- 1966
  - Paris-Blancafort
- 1967
  - Paris-Rouen
  - 1re étape du Tour du Loir-et-Cher
  - Critérium des Vainqueurs
  - 2e du Tour du Loir-et-Cher
  - 3e du Prix de La Charité-sur-Loire
  - 3e du Critérium de La Machine